# Тандзавер
Тандзавер — село в Сюникской области Республики Армения.
Раасположено в долине реки Кашуни, на высоте 1650 м над уровнем моря. Расстояние от областного центра Капана составляет около 33 км.

## История
Входило в Зангезурский уезд Елизаветпольской губернии Российской империи. В советские годы входило в состав Зангезурского района Армянской ССР, а с 1930 года — в состав Капанского района. С 1995 года входит в состав Сюникской области РА.

## Население
По результатам переписи РА 2011 года, население Тандзавера составляло 211 человек. Изменение численности населения с течением времени.
| Год           | 1886 | 1919 | 1926 | 1931 | 1939 | 1959 | 1970 | 1979 | 1989 | 2001 | 2004 | 2011 |
| Число жителей | 75   | 173  | 55   | 93   | 204  | 310  | 246  | 193: | 147  | 263  | 178  | 211  |

## Хозяйство
Население занимается животноводством и выращиванием кормовых культур.

## Историко-культурные сооружения
В селе есть церковь Св. Степаноса (XV век), поблизости, в районе под названием Миджнадашт и Мач. Поселения 3-го тысячелетия гробницы-пещеры.